# Heiligenstadt in Oberfranken
Heiligenstadt in Oberfranken är en köping (Markt) i Landkreis Bamberg i Regierungsbezirk Oberfranken i förbundslandet Bayern i Tyskland, cirka 25 kilometer öster om Bamberg. Folkmängden uppgår till cirka 3 700 invånare (2018) på en yta av 77 kvadratkilometer. Heiligenstadt ligger i naturskyddsområdet Fränkische Schweiz.

## Områden
Heiligenstadts olika delområden (Gemeindeteile), med folkmängd (2005-01-01).
|  |  | Brunn                |  | 130 invånare   |
|  |  | Burggrub             |  | 167 invånare   |
|  |  | Geisdorf             |  | 27 invånare    |
|  |  | Schloss Greifenstein |  | 11 invånare    |
|  |  | Heiligenstadt        |  | 1.333 invånare |
|  |  | Heroldsmühle         |  | 9 invånare     |
|  |  | Herzogenreuth        |  | 139 invånare   |
|  |  | Hohenpölz            |  | 141 invånare   |
|  |  | Kalteneggolsfeld     |  | 141 invånare   |
|  |  | Leidingshof          |  | 33 invånare    |
|  |  | Lindach              |  | 69 invånare    |
|  |  | Neudorf              |  | 49 invånare    |
|  |  | Neumühle             |  | 24 invånare    |
|  |  | Oberleinleiter       |  | 177 invånare   |
|  |  | Oberngrub            |  | 172 invånare   |
|  |  | Reckendorf           |  | 90 invånare    |
|  |  | Siegritz             |  | 190 invånare   |
|  |  | Stücht               |  | 76 invånare    |
|  |  | Teuchatz             |  | 213 invånare   |
|  |  | Tiefenpölz           |  | 138            |
|  |  | Traindorf            |  | 155 invånare   |
|  |  | Veilbronn            |  | 72 invånare    |
|  |  | Volkmannsreuth       |  | 54 invånare    |
|  |  | Zoggendorf           |  | 105 invånare   |